# Semiothisa apatetica
Semiothisa apatetica là một loài bướm đêm trong họ Geometridae.